# Scytalopus gettyae
Scytalopus gettyae — вид горобцеподібних птахів родини галітових (Rhinocryptidae). Описаний у 2013 році.

## Назва
Назва виду вшановує Керолайн Мері Гетті, онуку колись найбагатшої людини світу Пола Гетті, захисницю природи, яка працює в Національному фонді риби та дикої природи (NFWF).

## Поширення
Ендемік Перу. Поширений в долині Сатіпо вздовж східного схилу Анд у регіоні Хунін.. Трапляється на висоті 2300-3500 м над рівнем моря.